# Dani Rodrik
Dani Rodrik (n. 14 de agosto de 1957), é um economista e professor universitário turco. Nascido em 1957 em Istambul, formou-se no Robert College daquela cidade. Obteve seu bacharelado em Humanidades (Summa Cum Laude) no Harvard College e seu  Ph.D. em Economia, e seu mestrado em Administração Pública (MPA), na Universidade de Princeton. Tornou-se um Professor Rafiq Hariri de Política Econômica Internacional na Escola de Governo John F. Kennedy da Universidade de Harvard, onde leciona no programa de Master de Administração Pública (MPA). De acordo com o IDEAS/RePEc, Rodrik é considerado um dos 100 economistas mais influentes do Mundo. Em 2015, ele assinou uma petição contra a pressão da União Europeia para a intensificação do processo de austeridade fiscal na Grécia.

## Publicações selecionadas
- Rodrik, Dani (2007). One Economics, Many Recipes. [S.l.]: Princeton University Press. ISBN 0-691-12951-7
- McMillan, Margaret; Horn, Karen; Rodrik, Dani (2004). «When Economic Reform Goes Wrong: Cashews in Mozambique». Brookings Trade Forum 2003: 97–165
- Rodrik, Dani (ed) (2003). In Search of Prosperity: Analytic Narratives on Economic Growth. [S.l.]: Princeton University Press. ISBN 0-691-09268-0
- Rodrik, Dani (2001). «The Global Governance of Trade As If Development Really Mattered» (PDF). UNDP. Consultado em 23 de novembro de 2008. Arquivado do original (PDF) em 12 de dezembro de 2006
- Rodrik, Dani (1999). The New Global Economy and Developing Countries: Making Openness Work. [S.l.]: Overseas Development Council. ISBN 1-56517-027-X
- Rodrik, Dani (1997). Has Globalization Gone Too Far?. [S.l.]: Institute for International Economics. ISBN 0-88132-241-5